# تلویزیون قطر
تلویزیون قطر، ( به عربی: تلفزيون قَطَر و به اختصار Qatar TV یا QTV) ، یک کانال تلویزیونی ملی و دولتی متعلق به دولت قطر در قطر است که توسط پخش و تلویزیون عمومی قطر اداره می شود. این کانال برنامه های مختلفی از جمله اخبار، بولتن های اقتصادی، مستند، برنامه‌های مذهبی و سرگرمی پخش می‌کند.
QTV اولین شبکه تلویزیونی بود که در اوت ۱۹۷۰ در این کشور راه اندازی شد و برنامه های خود را تولید و پخش کرد. برنامه ها هر روز به مدت سه تا چهار ساعت با فرستنده‌ی ۵۰کیلووات پخش می‌شد. در سال ۱۹۷۴، پخش‌های رنگی را آغاز کرد. تا سال ۱۹۹۳ که تلویزیون قطر پخش ماهواره‌ای شبکه‌هایش را آغاز کرد، تنها مخاطبانش از طریق تلویزیون بود. علی‌رغم گسترده‌شدن شبکه‌های جایگزین، تلویزیون قطر در میان مردم محلی همچنان محبوب است.